# Анна Каренина (фильм, 1997)
«Анна Каренина» (англ. Anna Karenina) — англо-американский художественный фильм 1997 года производства компании «Icon Productions», снятый в России (в Москве и Санкт-Петербурге) британским режиссером Бернардом Роузом при участии русских, британских, французских, канадских и американских актеров на производственной базе Ленфильма и российской студии «ТРИТЭ» по одноимённому роману Льва Толстого.

## Сюжет
Россия конца XIX века. Замужняя дворянка Анна Каренина, во время своей поездки в Москву влюбляется в молодого офицера Алексея Вронского. Опасаясь осуждения общества, женщина сперва отвергает его внимание, но Алексей продолжает настойчивые ухаживания и едет вслед за ней в Санкт-Петербург. Спасаясь от серых будней, Анна принимает любовь Вронского. 
Их связь становится явной, и Анна настойчиво просит развод у Каренина, на что муж отвечает отказом. Анна измучена в повседневной борьбе со сплетнями. Она теряет надежду, когда Вронский собирается на войну. Каренина сильно переживает потерю сына (он остался с отцом — свидания запрещены), внутренняя тревога и боль доводят её до отчаяния, и она принимает решение покончить с собой.

## Актёрский состав
| В ролях             |  | Персонаж                        |
| ------------------- |  | ------------------------------- |
| Софи Марсо          |  | Анна Каренина                   |
| Шон Бин             |  | Алексей Вронский, любовник Анны |
| Альфред Молина      |  | Константин Левин                |
| Миа Киршнер         |  | Кити Щербацкая                  |
| Джеймс Фокс         |  | Алексей Каренин, муж Анны       |
| Фиона Шоу           |  | графиня Лидия Ивановна          |
| Дэнни Хьюстон       |  | Стива Облонский, брат Анны      |
| Филлида Ло          |  | графиня Вронская, мать Алексея  |
| Дэвид Скофилд       |  | Николай                         |
| Саския Уикем        |  | Долли Облонская, жена Стивы     |
| Дженнифер Холл      |  | Бетси Тверская, подруга Анны    |
| Анна Колдер-Маршалл |  | княгиня Щербацкая               |
| Пётр Шелохонов      |  | Капитоныч, дворецкий Карениных  |
| Найалл Багги        |  | доктор                          |
| Энтони Калф         |  | Серпуховской                    |
| Вернон Добчефф      |  | Пестов                          |
| Стефан Грифф        |  | Корунский                       |
| Джереми Шеффилд     |  | Борис                           |
| Джастин Уодделл     |  | графиня Нордстон                |
| Нора Грякалова      |  | княгиня Мягкая                  |
| Валерий Кухарешин   |  | доктор-специалист               |
| Людмила Курепова    |  | Сорокина                        |
| Ксения Раппопорт    |  | Мария                           |
| Игорь Ефимов        |  | слуга                           |
| Андрей Хюннев       |  | солдат                          |

## Отличия от книги
- В романе Анна Каренина родила дочь от Алексея Вронского, в фильме у главной героини был выкидыш.
- Фильм завершает эпизод, в котором показана идентичность Константина Левина и Льва Толстого: Левин начинает писать роман "Анна Каренина".

## Критика
Редактор сайта "Культура.РФ" (culture.ru) Дарья Лёгкая охарактеризовала фильм 1997 года как одну из «самых знаменитых и одновременно спорных экранизаций романа». Отмечено, что кинокритиков смутили слишком стремительный характер повествования, расхождения с сюжетом оригинального романа, большое количество сцен близости Карениной с графом Вронским (что экспертами было воспринято как отсутствие у героев иных взаимных чувств, кроме плотского влечения), при этом успех у зрителей связывается с красотой планов, костюмами, музыкальным сопровождением и хорошо подобранной исполнительницей главной роли. Особо выделены костюмы Софи Марсо: «все они были выполнены в чёрно-белой гамме. Когда Анна была счастлива, в ее костюмах доминировал белый цвет, а когда страдала — чёрный» .
В журнале Знамя фильм назван «заметной вехой в истории киноэкранизаций романа», отмечены параллели с фильмом «Сибирский цирюльник» в стиле киноязыка и образе Российской империи XIX века, беспрецедентная в сравнении с прошлыми экранизациями доля внимания к Левину, а злоупотребление Анны наркотиками охарактеризовано как заметный акцент, преобладающий с 90-х годов XX века в толковании судьбы Карениной: «личность Анны разрушилась вследствие употребления наркотических препаратов».